# Nala (Zuid-Afrika)
Nala (officieel Nala Local Municipality) is een gemeente in het Zuid-Afrikaanse district Lejweleputswa.
Nala ligt in de provincie Vrijstaat en telt 81.220 inwoners.

## Hoofdplaatsen
Het nationaal instituut voor de statistiek, Stats SA, deelt sinds de census 2011 deze gemeente in in 6 zogenaamde hoofdplaatsen (main place):
Balkfontein • Bothaville • Kgotsong • Monyakeng • Nala NU • Wesselbron.